# Lijst van beelden in Landgraaf
Dit is een (onvolledige) chronologische lijst van beelden in Landgraaf. Onder een beeld wordt hier verstaan elk driedimensionaal kunstwerk in de openbare ruimte van de Nederlandse gemeente Landgraaf, waarbij beeld wordt gebruikt als verzamelbegrip voor sculpturen, standbeelden, installaties, gedenktekens en overige beeldhouwwerken.
Voor een volledig overzicht van de beschikbare afbeeldingen zie de categorie Beelden in Landgraaf op Wikimedia Commons.
| Geplaatst   | Omschrijving                    | Kunstenaar                                            | Straat                                      | Plaats           | Materiaal            | Afbeelding                              |
| ----------- | ------------------------------- | ----------------------------------------------------- | ------------------------------------------- | ---------------- | -------------------- | --------------------------------------- |
| 1718        | Gevelsteen                      |                                                       | Rinckberg                                   | Rimburg          |                      |                                         |
| 1877 ?      | St.Jozef                        |                                                       | Kerkstraat, kerk                            | Waubach          |                      |                                         |
| 1901        | Antonius van Padua en H.Petrus  |                                                       | Brugstraat, kerk                            | Rimburg          |                      |                                         |
| 1922        | Heilig Hartbeeld (Rimburg)      |                                                       | Rinckberg / Brugstraat                      | Rimburg          | natuursteen          |                                         |
| 1934        | Gevelrelief                     | E.H. Wesseling                                        | Heigank, kerk                               | Nieuwenhagen     | natuursteen          |                                         |
| 1934        | H.Theresia (gevelsteen)         |                                                       | Salesianenstraat                            | Waubach          |                      |                                         |
| 1937        | Heilig Hartbeeld (Nieuwenhagen) | E.H. Wesseling                                        | Heigank, kerk                               | Nieuwenhagen     |                      |                                         |
| 1950        | Bevrijdingsmonument             | Renaldus Rats (pater)                                 | Hoofdstraat                                 | Schaesberg       | brons                |                                         |
| 1954        | Het Grote Offer (Monument)      | Jean Weerts                                           | Beuteweg                                    | Nieuwenhagen     | Franse kalksteen     |                                         |
| 1955        | H.Barbara                       | Walter van Hoorn                                      | Rötscherweg                                 | Nieuwenhagen     |                      |                                         |
| 1958        | H.Barbara                       | Gène Eggen                                            | Burg. Valkenburgstraat / Burg. Beckerstraat | Waubach          | Franse zandsteen     |                                         |
| 1962        | H.Barbara / Vrouwenfiguur       | Wim van Hoorn                                         | Streeperstraat                              | Schaesberg       |                      |                                         |
| 1964        | H.Familie (reliëf)              | Wim van Hoorn                                         | Veldstraat                                  | Schaesberg       | keramiek             |                                         |
| 1989        | De Bieleman                     | Dick van Wijk                                         | Schoolstraat / Korte Hovenstraat            | Waubach          | brons                |                                         |
| 1989        | De Bokkenrijder                 | Paul Driessen                                         | Markt                                       | Schaesberg       | brons                |                                         |
| 1992        | Durf ?                          | Juul Sadée                                            | Hereweg / Rötscherweg                       | Nieuwenhagen     | brons / petit-granit |                                         |
| 1992        | (installatie)                   | Rob Thalen                                            | Putstraat                                   | Schaesberg       |                      |                                         |
| 1992        | Landgraafbeeld                  | Wim Steins                                            | Sweelinckplein                              | Landgraaf        |                      |                                         |
|             | Ringele Roza                    | Paul Driessen                                         | Heereveldje                                 | Ubach over Worms |                      |                                         |
| 1992        | Zuilen                          | Huub Bruls                                            | Frans Erenslaan / Heerlenseweg              | Schaesberg       | cortenstaal          |                                         |
| 1993        | Tableau de la Nature            | Twan Lendfers                                         | Europaweg-Zuid                              | Ubach over Worms |                      |                                         |
|             |                                 |                                                       | Hofstraat / Witte Wereld (rotonde)          | Schaesberg       |                      | Kunst op rotonde Hofstraat-Witte Wereld |
| 1998        | Sjweëgelsöpper                  | Pierre Lumey                                          | Wilhelminastraat / Hoogstraat               | Nieuwenhagen     |                      | Sjweëgelsöpper                          |
|             | (boomfontein)                   |                                                       | Kampstraat                                  | Landgraaf        |                      |                                         |
| 2000        | Schip                           | Rob Logister                                          | Pastoor Scheepersstraat                     | Waubach          | rvs                  |                                         |
| 2001        | Muur en Prieel (Frans Erens)    | Les Deux Garçons                                      | Hoogstraat                                  | Nieuwenhagen     |                      |                                         |
| 2001        | Wandreliëf                      | Maria Stams, Jo Meulenberg en Marie-Louise van Zeijst | Kerkberg                                    | Waubach          |                      |                                         |
|             |                                 |                                                       | Op de Heugden                               | Schaesberg       | cortenstaal          |                                         |
| 2007        | Koetsche Grüskes                | Jacq Janssen                                          | Groenstraat / Europaweg-Zuid                | Ubach over Worms | brons                |                                         |
| 2007        | Rimburg in Beeld                | Ger Groeneveld                                        | Palenbergerweg                              | Rimburg          |                      |                                         |
| 2009 / 2013 | Schildpadden                    | Stefan Sous / Heinke Haberland                        | Brugstraat                                  | Rimburg          | brons                | Schildpadden                            |
| 2010        | Dis Manibus                     | Jos Laven                                             | Hereweg                                     | Nieuwenhagen     |                      | Dis Manibus                             |
| 2010        | Mijnmonument Lauradorp          | Marianne van der Bolt                                 | Esdoornstraat / Olmenstraat                 | Lauradorp        |                      |                                         |
| 2014        | Op weg naar Vrijheid (Monument) | Carry Bakker                                          | Veeweg                                      | Ubach over Worms | brons / natuursteen  |                                         |
| 2016        | D’r Mathies                     | Lou Thissen                                           | Hoogstraat / Dorpsstraat                    | Nieuwenhagen     |                      |                                         |